# Автошлях Р 39
Автошля́х Р 39 — автомобільний шлях регіонального значення на території України. Проходить територією Львівської та Тернопільської областей через Броди — Підкамінь — Залізці —Тернопіль. Загальна довжина — 72,3 км.
Станом на осінь 2014 стан відтинку на території Львівської області — незадовільний.

## Маршрут
Автошлях проходить через такі населені пункти:
| Автошлях Р 39         |                       |
| Львівська область     |                       |
| Бродівський район     |                       |
| Броди                 | E40М06Т 1410          |
| Гаї                   |                       |
| Суховоля              |                       |
| Залісся               |                       |
| Лукаші                |                       |
| Накваша               |                       |
| Підкамінь             |                       |
| Стрихалюки            |                       |
| Стиборівка            |                       |
| Яснище                |                       |
| Тернопільська область |                       |
| Зборівський район     |                       |
| Підберізці            |                       |
| Гаї-за-Рудою          |                       |
| Залізці               | Т 2013                |
| Мшанець               |                       |
| Дітківці              |                       |
| Хомівка               |                       |
| Тернопільський район  |                       |
| Ігровиця              |                       |
| Івачів Долішній       |                       |
| Плотича               |                       |
| Чистилів              | Р41                   |
| Біла                  |                       |
| Тернопіль             | E50E85М12М19М09Н18Р43 |